# Gymnelia doncasteri
Gymnelia doncasteri är en fjärilsart som beskrevs av Rothschild 1911. Gymnelia doncasteri ingår i släktet Gymnelia och familjen björnspinnare. Inga underarter finns listade i Catalogue of Life.